# 朱安潿
邵陵恭順王朱安潿（1483年—1532年），明朝周藩第一代邵陵王，周惠王朱同䥝的庶第十九子。

## 生平
弘治七年（1494年）六月，獲賜名安潿。弘治十年（1497年）十一月，封邵陵王。
嘉靖十一年（1532年），朱安潿去世，享年五十歲，諡號恭順。九年後，庶長子鎮國將軍朱睦𰗤襲爵。

## 家庭

### 妻
- 王氏，東城兵馬副指揮王垣女，嘉靖二年（1523年）九月冊為邵陵王妃[5]

### 子
- 庶長子：鎮國將軍→邵陵王朱睦𰗤[4]